# Montrondo
Montrondo is een dorp gelegen in het noordoosten van in de Spaanse provincie León. Het maakt deel uit van de comarca Omaña. Het is op een hoogte van 2000 meter gelegen. De inwoners houden zich bezig met landbouw en het dorp is zeer vergrijsd momenteel.